# Vương Đình Huệ
Vương Đình Huệ (sinh ngày 15 tháng 3 năm 1957 tại Nghệ An) là một chính trị gia người Việt Nam. Ông nguyên là Ủy viên Bộ Chính trị Ban Chấp hành Trung ương Đảng Cộng sản Việt Nam khóa XIII, Bí thư Đảng đoàn, nguyên Chủ tịch Quốc hội Cộng hòa xã hội chủ nghĩa Việt Nam khóa XV, nhiệm kỳ 2021-2026. Ông Vương Đình Huệ là nhà lãnh đạo kĩ trị đi lên bằng thực lực, trở thành giáo sư kinh tế, rồi vụt sáng trở thành ngôi sao trên chính trường khi lần lượt kinh qua các chức vụ như Tổng kiểm toán Nhà nước, bộ trưởng Tài chính, phó thủ tướng, Trưởng Ban Kinh tế Trung ương, bí thư Thành ủy Hà Nội. Ngày 31 tháng 3 năm 2021, ông Huệ được Quốc hội bầu trở thành Chủ tịch Quốc hội nhiệm kỳ 2021-2026. Ông được nhiều người quan sát đánh giá là ứng cử viên sáng giá để trở thành Tổng bí thư kế nhiệm ông Nguyễn Phú Trọng. Tuy nhiên, sau Vụ sai phạm tại Tập đoàn Thuận An, Trung ương Đảng ngày 26 tháng 4 năm 2024 đồng ý để ông thôi tất cả các chức vụ do vi phạm những điều Đảng viên không được làm và trách nhiệm nêu gương của cán bộ, gây dư luận xấu ảnh hưởng đến uy tín của Đảng và Nhà nước. Nhận thức trách nhiệm của mình, ông Huệ đã từ chức và rút lui khỏi chính trường. Ngày 2 tháng 5 năm 2024, Quốc hội khóa XV họp bất thường lần thứ 7 để miễn nhiệm chức Chủ tịch Quốc hội của ông Huệ.
Ngày 22 tháng 11 năm 2024, ông trở thành Lãnh đạo cấp cao đầu tiên bị thi hành kỷ luật khi ông bị Bộ Chính trị kỷ luật cảnh cáo do đã vi phạm quy định của Đảng, Nhà nước trong thực hiện chức trách, nhiệm vụ được giao, trong phòng, chống tham nhũng, tiêu cực; vi phạm quy định những điều đảng viên không được làm và trách nhiệm nêu gương; gây hậu quả nghiêm trọng, dư luận xấu, ảnh hưởng đến uy tín của Đảng và Nhà nước. Từ khi bị kỉ luật, ông Huệ cũng không còn xuất hiện trước truyền thông.

## Xuất thân
Vương Đình Huệ sinh ngày 15 tháng 3 năm 1957, quê quán tại làng chài Xuân Lộc, xã Nghi Xuân, huyện Nghi Lộc, tỉnh Nghệ An.
Cha ông là Vương Đình Sâm, làm công an, sau đó làm cho bưu chính xã Nghi Xuân. Còn mẹ ông là bà Võ Thị Cầm (sinh năm 1922) làm Đội trưởng Đội bốc xếp Hồng Lam, rồi làm trong Ban chấp hành Hội Liên hiệp Phụ nữ xã Nghi Xuân. Cha mẹ ông sinh được 8 người con, 5 trai, 3 gái. Người con trai thứ 2 tên là Vương Đình Ngọc đã hy sinh năm 1973. Cha ông bị thương nặng ở tay do trúng bom của quân đội Hoa Kỳ, và sau đó qua đời vì lâm bệnh nặng. Mẹ ông phải một mình vất vả nuôi 8 người con khôn lớn, cuộc sống cơ cực. Năm hai tuổi, ông từng bị bán cho một gia đình giàu có, nhưng sau đó hai năm ông được chuộc về.
Ông Huệ thủa nhỏ rất ham học và học giỏi. Theo mẹ của ông kể lại, ông rất chăm học, nhiều lúc chong đèn học thâu đêm. Những khi đèn hết dầu, ông học nhờ ánh trăng và bắt chước người xưa bắt đom đóm bỏ vào quả cà rỗng để học. Từ cấp 1 đến cấp 3, năm nào ông Huệ cũng là học sinh giỏi toàn diện và gặt hái được nhiều giải cao trong các kỳ thi học sinh giỏi các cấp.
Theo lời người bạn học Vương Đình Hải thì Vương Đình Huệ từ thiếu thời đã giỏi chơi cờ tướng và đã thắng tất cả các đối thủ trong huyện Nghi Lộc. Theo lời một người bạn học khác tên Hoàng Văn Thái (năm 2016 là Hiệu trưởng Trường Trung học phổ thông Nguyễn Duy Trinh) thì năm lớp 10 (1974), Vương Đình Huệ học giỏi nổi tiếng ở trong huyện Nghi Lộc, được tỉnh Nghệ An tặng cho một chiếc xe đạp. Vương Đình Huệ ham đọc sách văn học và có niềm đam mê với các môn khoa học.

## Giáo dục
- Năm 1974: ông học lớp 10C trường cấp 3 Nghi Lộc 1, Nghệ An.[8]
- 1974-1978: ông học Khóa 12, Khoa Kế toán, Trường Đại học Tài chính – Kế toán Hà Nội (nay là Học viện Tài chính).[9]
- 1979-1985: Giảng viên trường Đại học Tài chính – Kế toán Hà nội (nay là Học viện Tài chính); Phó Bí thư Liên đoàn khoa kế toán; Ủy viên Ban Thường vụ Đoàn trường.[2]
- 1985-1986: ông là học viên khoa châu Âu, lớp tiếng Tiệp, Trường Đại học Ngoại ngữ (nay là Trường Đại học Hà Nội).[10]
- 1986-1990: Ông là nghiên cứu sinh Phó Tiến sĩ tại Trường Đại học Kinh tế Bratislava (Vysoká Skola ekonomická v Bratislave), Cộng hòa Slovakia; Đơn vị trưởng lưu học sinh; Trưởng Thành hội lưu học sinh Việt Nam tại Bratislava.[10]
- Năm 1990: ông bảo vệ luận án Phó Tiến sĩ ngành Kinh tế học về chủ đề Kế toán trong nông nghiệp với tựa đề "Metodologické otázky úctovania nákladov a kalkulácie vlastných nákladov a daisích zloziek ceny výkonov v polnohospodárskych organizáciách".[11] Luận án nghiên cứu về sự phát triển của kế toán trong các xí nghiệp nông nghiệp ở Tiệp Khắc và quá trình áp dụng kinh nghiệm của Tiệp Khắc vào Việt Nam.[11]
- Ông có học hàm giáo sư.[12]

## Sự nghiệp

### Công tác ở Trường Đại học Tài chính – Kế toán Hà Nội
- Từ 9/1979 đến 1985: ông là giảng viên trường Đại học Tài chính – Kế toán Hà nội (nay là Học viện Tài chính); Phó Bí thư Liên đoàn khoa kế toán; Ủy viên Ban Thường vụ Đoàn trường.[10]
- Từ 1991 đến 1992: ông là giảng viên tại Khoa Kế toán, Trường Đại học Tài chính – Kế toán Hà Nội (nay là Học viện Tài chính)[10]
- Từ 10/1992 đến 5/1993: ông là Phó Trưởng khoa Kế toán, Trường Đại học Tài chính – Kế toán Hà Nội.[10]
- Từ 6/1993 đến 2/1999: Quyền Trưởng khoa, rồi Trưởng khoa Kế toán, Trường Đại học Tài chính – Kế toán Hà Nội.[10]
- Từ 3/1999 đến 6/2001, Phó Hiệu trưởng Trường Đại học Tài chính – Kế toán Hà Nội.[10]

### Ủy ban Kiểm toán Nhà nước
- Từ 7/2001 đến 7/2006: Phó Tổng Kiểm toán Nhà nước.[10]
- Ngày 27/6/2006: Chủ tịch Quốc hội Việt Nam khóa 11 Nguyễn Phú Trọng đọc tờ trình của Ủy ban thường vụ Quốc hội giới thiệu ông Vương Đình Huệ cho Quốc hội bầu giữ chức vụ Tổng Kiểm toán Nhà nước.[13]
- Chiều ngày 28/6/2006: ông được Quốc hội khóa 11 bầu làm Tổng Kiểm toán Nhà nước (kết quả kiểm phiếu: số phiếu phát ra 475, số phiếu thu về 473, số phiếu hợp lệ 471, số phiếu tán thành 438).[13]
- Sáng ngày 29/7/2011: Quốc hội khóa 13 miễn nhiệm chức vụ Tổng Kiểm toán Nhà nước Việt Nam đối với ông Vương Đình Huệ với 96,2% phiếu tán thành.[14]
- Ngày 3/8/2011: tại Kỳ họp thứ nhất, Quốc hội khóa 13 ông được Quốc hội phê chuẩn làm Bộ trưởng Bộ Tài chính.[15]
- Ngày 23/5/2013: kỳ họp thứ 5 Quốc hội khóa 13 đã thông qua Nghị quyết miễn nhiệm chức vụ Bộ trưởng Bộ Tài chính đối với ông.[16][17]

### Phó Thủ tướng Chính phủ

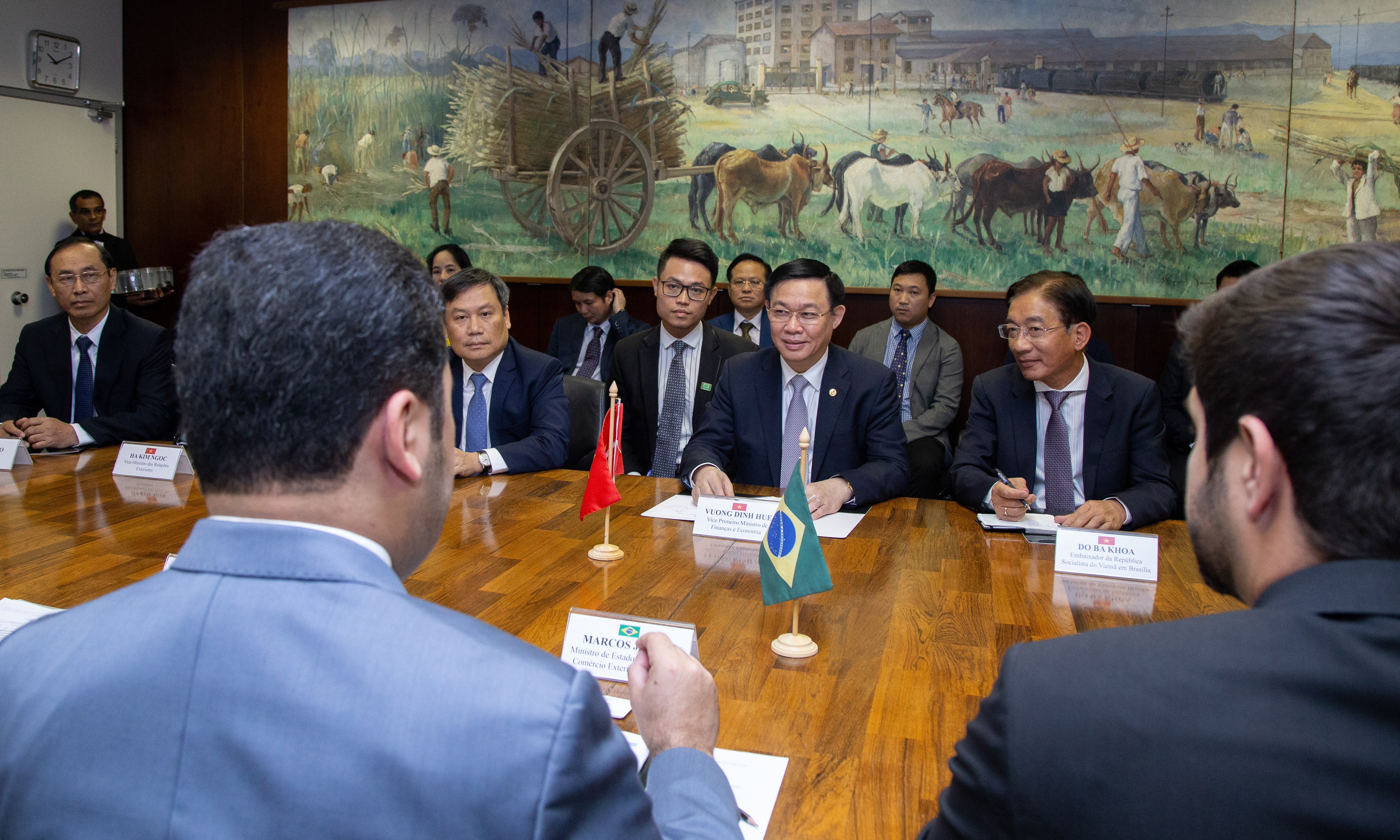
Phó Thủ tướng Vương Đình Huệ tại Brazil

- Ngày 9/4/2016: ông được Quốc hội khóa 13 bầu làm Phó Thủ tướng Chính phủ.[18]
- Ngày 28/7/2016: ông được Quốc hội khóa 14 bầu lại làm Phó Thủ tướng Chính phủ.[19]
- Từ ngày 1/8/2016: Thủ tướng Chính phủ Nguyễn Xuân Phúc phân công phụ trách theo dõi, chỉ đạo các lĩnh vực công tác thuộc khối kinh tế tổng hợp, bao gồm: Kế hoạch; tài chính, giá cả; tiền tệ ngân hàng; thị trường chứng khoán, các nguồn đầu tư tài chính; dự báo và chính sách điều hành kinh tế vĩ mô.

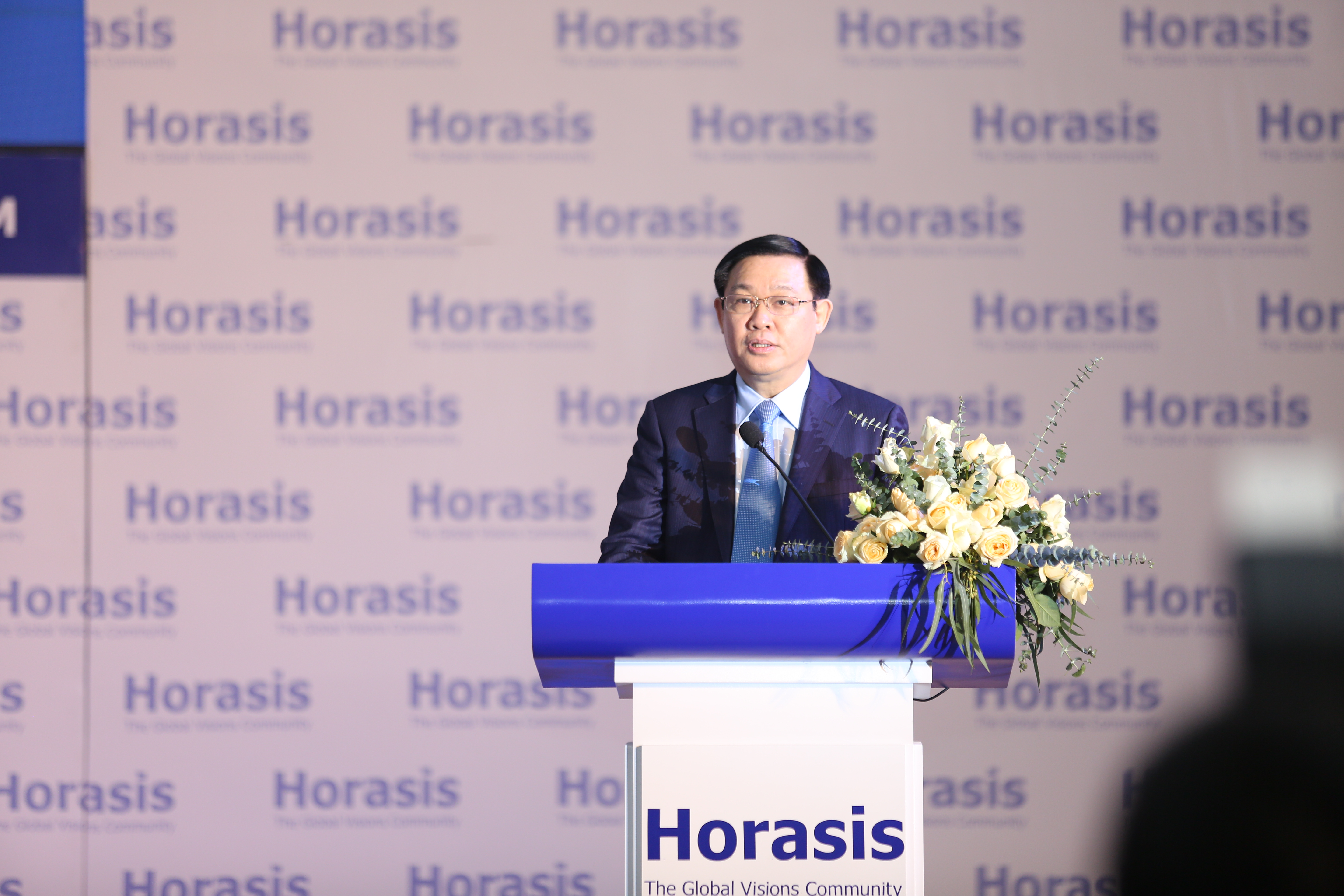
Ông Vương Đình Huệ phát biểu tại Diễn đàn hợp tác kinh tế châu Á ở Bình Dương, năm 2019

- Tháng 2/2020: ông là Chủ tịch Ủy ban chỉ đạo quốc gia về cơ chế một cửa ASEAN, một cửa quốc gia và tạo thuận lợi thương mại (Uỷ ban 1899)[20]
- Ngày 11/2/2020: Thủ tướng Nguyễn Xuân Phúc ký Quyết định số 235/QĐ-TTg sửa đổi, bổ sung Quyết định số 1527/QĐ-TTg ngày 1/8/2016 về việc phân công công tác của Thủ tướng và các Phó Thủ tướng Chính phủ, bãi bỏ về việc phân công công tác đối với Phó Thủ tướng Vương Đình Huệ.[21][22]
- Chiều ngày 10/6/2020: Thủ tướng Nguyễn Xuân Phúc trình bày trước Quốc hội Tờ trình đề nghị phê chuẩn việc miễn nhiệm chức vụ Phó Thủ tướng Chính phủ đối với ông.[23]
- Sáng ngày 11/6/2020: 448/451 Đại biểu Quốc hội đã bỏ phiếu kín tán thành thông qua Nghị quyết[24] về việc phê chuẩn miễn nhiệm chức vụ Phó Thủ tướng Chính phủ đối với ông.[25] Ông Huệ được phân công sang làm Bí thư Thành Ủy thành phố Hà Nội.

### Đại biểu Quốc hội Việt Nam
- Ngày 22/5/2011: ông lần đầu tiên trúng cử Đại biểu Quốc hội Việt Nam khóa XIII tại đơn vị bầu cử số 1 của tỉnh Bình Định, gồm huyện Tuy Phước, huyện Vân Canh, huyện Tây Sơn, huyện Vĩnh Thạnh và thành phố Quy Nhơn đạt tỷ lệ 69,98% số phiếu hợp lệ.[26]
- Ngày 22/5/2016: ông trúng cử Đại biểu Quốc hội Việt Nam khóa 14 tại đơn vị bầu cử số 1 tỉnh Hà Tĩnh gồm thành phố Hà Tĩnh, thị xã Kỳ Anh và các huyện: Kỳ Anh, Cẩm Xuyên, Hương Khê, được 340.761 phiếu chiếm tỉ lệ 95,32%.[27]
- Ngày 10/2/2020: Ủy ban Thường vụ Quốc hội Việt Nam khóa 14 chuyển sinh hoạt của đại biểu Quốc hội Vương Đình Huệ từ đoàn Hà Tĩnh về Hà Nội[28]
- Sáng ngày 18/2/2020: Đoàn ĐBQH TP.Hà Nội giới thiệu Vương Đình Huệ vào danh sách bầu chức danh Trưởng đoàn ĐBQH khóa 14 thành phố Hà Nội. Kết quả trong buổi họp toàn bộ 25 đại biểu có mặt (tổng sổ đại biểu: 28, đại biểu Nguyễn Phú Trọng, đại biểu Hoàng Trung Hải, và một đại biểu khác vắng mặt) đã bỏ phiếu kín bầu ông giữ chức vụ Trưởng đoàn ĐBQH khóa 14 thành phố Hà Nội.[29][30]
- Ngày 19/2/2020, Ủy ban Thường vụ Quốc hội Việt Nam khóa 14 ban hành Nghị quyết phê chuẩn kết quả bầu ông Vương Đình Huệ giữ chức vụ Trưởng đoàn ĐBQH khóa XIV thành phố Hà Nội.[31]
- 6/2021: Hội đồng bầu cử Quốc gia công bố trúng cử Đại biểu Quốc hội khóa XV[32]

### Hoạt động trong Đảng Cộng sản Việt Nam
- Ngày 9/3/1984: ông gia nhập Đảng Cộng sản Việt Nam.[33]
- Ông có bằng cao cấp lí luận chính trị của Đảng.[10]
- Từ 10/1992 đến 6/2001: Đảng uỷ viên Đảng bộ Trường Đại học Tài chính – Kế toán Hà Nội (nay là Học viện Tài chính).
- Từ 7/2001 đến 6/2006: Ủy viên Ban Cán sự Đảng Cơ quan Kiểm toán Nhà nước (Việt Nam), Đảng ủy viên Đảng bộ Khối Kinh tế Trung ương.
- Ngày 25/4/2006: tại Đại hội Đại biểu toàn quốc lần thứ X của Đảng, ông được bầu làm Ủy viên Ban Chấp hành Trung ương.
- Từ 7/2006 đến 8/2011: Ủy viên Ban Chấp hành Trung ương khóa 10, Bí thư Ban Cán sự đảng, Bí thư Đảng ủy Cơ quan Kiểm toán Nhà nước.
- Ngày 19/1/2011: tại Đại hội Đại biểu toàn quốc lần thứ XI của Đảng, ông tái đắc cử Ủy viên Ban Chấp hành Trung ương.
- Từ ngày 28/12/2012-11/4/2016: Trưởng Ban Kinh tế Trung ương.
- Ngày 28/1/2016: tại Đại hội Đại biểu toàn quốc lần thứ XII, ông là Ủy viên Ban Chấp hành Trung ương khóa thứ 3 liên tiếp. Tại Hội nghị lần thứ 1 Ban Chấp hành Trung ương Đảng khóa XII, ông được bầu vào Bộ Chính trị.
- Đến tháng 4/2016: Được miễn nhiệm chức trưởng ban Kinh tế Trung ương.
- Từ 4/2016 đến 2/2020: Ủy viên Bộ Chính trị, Ủy viên Ban cán sự Đảng Chính phủ.
- Ngày 12/7/2016: ông được phân công làm Trưởng Ban Chỉ đạo Tây Nam Bộ.[34] Ông giữ chức vụ Trưởng ban này cho đến lúc Ban giải thể vào tháng 10 năm 2017.
- Ngày 7/2/2020: Thay mặt Bộ Chính trị, Trưởng Ban tổ chức Trung ương Phạm Minh Chính công bố Quyết định số 1818-QĐ/TW của Bộ Chính trị điều động ông Vương Đình Huệ, Ủy viên Bộ Chính trị, Ủy viên Ban Cán sự Đảng Chính phủ, Phó Thủ tướng Chính phủ thôi tham gia Ban Cán sự Đảng Chính phủ, phân công tham gia Ban Chấp hành, Ban Thường vụ và giữ chức Bí thư Thành ủy Hà Nội thay ông Hoàng Trung Hải.[18][35]
- Ngày 21/2/2020: ông là Bí thư Đảng ủy Bộ Tư lệnh Thủ đô Hà Nội nhiệm kỳ 2015 – 2020.[36]
- Ngày 12 tháng 10 năm 2020: Tại Đại hội đại biểu lần thứ XVII Đảng bộ thành phố Hà Nội, ông tái đắc cử Bí thư Thành ủy Hà Nội khóa XVII, nhiệm kỳ 2020-2025.
- Ngày 30 tháng 1 năm 2021, tại phiên bầu cử Trung ương, ông được bầu làm Ủy viên chính thức Ban Chấp hành Trung ương Đảng Cộng sản Việt Nam khoá XIII. Ngày 31, tại phiên họp đầu tiên của Trung ương Đảng khóa XIII, ông được bầu làm Ủy viên Bộ Chính trị Ban Chấp hành Trung ương Đảng Cộng sản Việt Nam khóa XIII.

### Bí thư Thành ủy Hà Nội

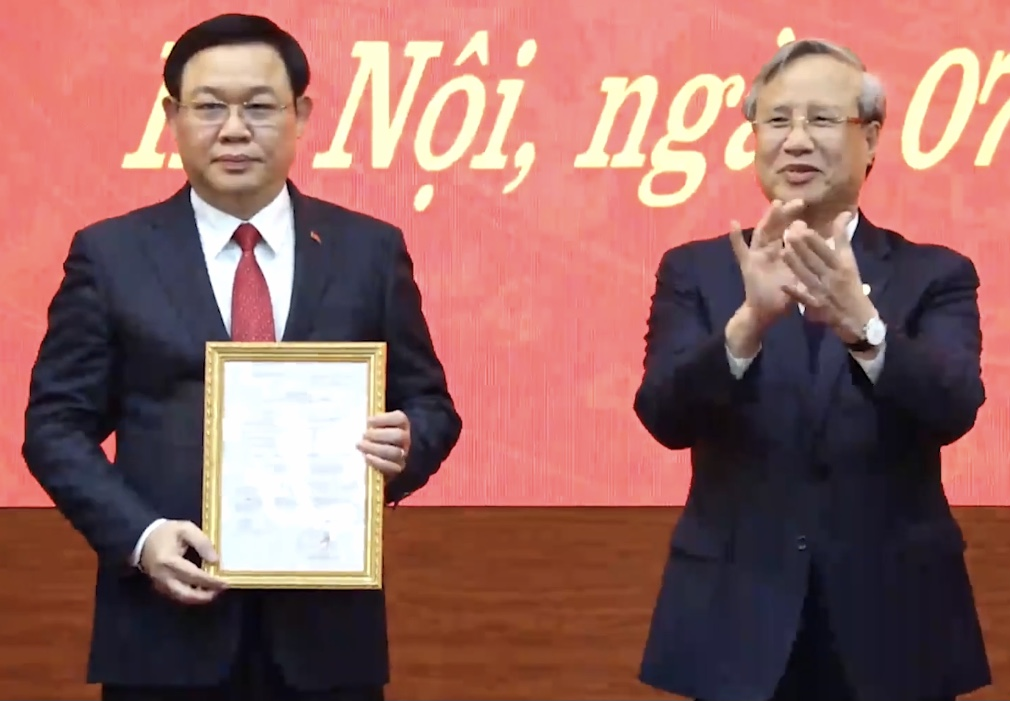
Ông Huệ nhận quyết định bổ nhiệm làm Bí thư Hà Nội

Sáng 10/9/2020, ông Vương Đình Huệ, Ủy viên Bộ Chính trị, Bí thư Thành ủy, Trưởng đoàn Đại biểu Quốc hội Thành phố Hà Nội đã chủ trì Hội nghị làm việc với các cơ quan, đơn vị về các giải pháp phát triển kinh tế-xã hội, việc làm và bảo đảm an sinh xã hội năm 2020 của Thành phố.
Sáng 14/10/2020, ông Vương Đình Huệ, Ủy viên Bộ Chính trị, Bí thư Thành ủy, Trưởng đoàn đại biểu Quốc hội thành phố Hà Nội tới dự và chỉ đạo Đại hội đại biểu lần thứ XVII (nhiệm kỳ 2020-2025) Đảng bộ tỉnh Vĩnh Phúc diễn ra từ ngày 13 đến 15/10/2020.
Chiều 24/10/2020, ông Vương Đình Huệ, Ủy viên Bộ Chính trị, Bí thư Thành ủy, Trưởng đoàn đại biểu Quốc hội thành phố Hà Nội chủ trì làm việc với Hội Quy hoạch phát triển đô thị Việt Nam và Hội Quy hoạch phát triển đô thị thành phố Hà Nội bàn giải pháp tăng cường hợp tác phát triển quy hoạch, quản lý quy hoạch và phát triển đô thị Hà Nội.

## Chủ tịch Quốc hội

### Bầu làm Chủ tịch Quốc hội

#### Khóa XIV

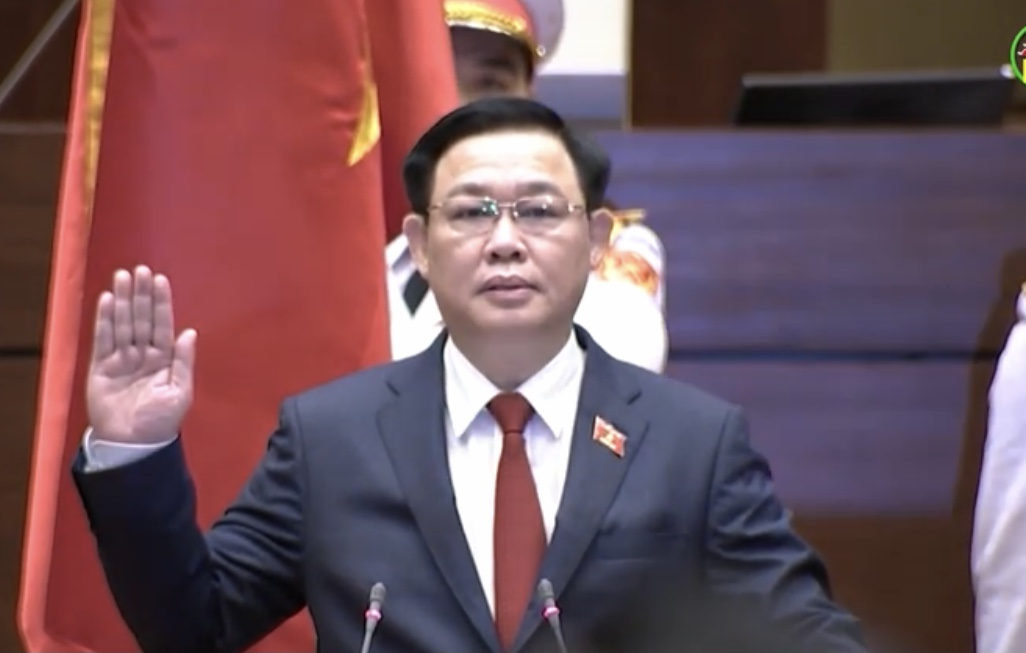
Ông Vương Đình Huệ tuyên thệ nhậm chức Chủ tịch Quốc hội

Sáng ngày 31/3/2021, ông Vương Đình Huệ được bầu làm Chủ tịch Quốc hội Cộng hòa xã hội chủ nghĩa Việt Nam (473/480 đại biểu, chiếm 98,54% số đại biểu).
Ông sau đó chủ trì Quốc hội trong việc miễn nhiệm Thủ tướng Nguyễn Xuân Phúc và Chủ tịch nước Nguyễn Phú Trọng.

#### Khóa XV
Ngày 20/7 cùng năm, ông lại được Quốc hội bầu giữ chức Chủ tịch Quốc hội nước Cộng hòa xã hội chủ nghĩa Việt Nam khóa XV với tỷ lệ 95,19% (475/475 đại biểu có mặt biểu quyết tán thành, tổng số đại biểu Quốc hội khóa XV là 499 đại biểu).
Ngày 26 tháng 4 năm 2024, Trung ương họp bất thường đồng ý cho ông Vương Đình Huệ thôi giữ Ủy viên Bộ Chính trị, Ủy viên Trung ương Đảng khóa 13, Chủ tịch Quốc hội khóa 15, theo nguyện vọng cá nhân.

### Kỳ họp bất thường

#### Lần một (4 tháng 1 – 11 tháng 1 năm 2022)
Đây là kỳ họp Quốc hội đầu tiên phải họp trực tiếp do dịch COVID 19. Trong kì họp trên, Quốc hội đã thông qua 1 luật, 4 nghị quyết và đặc biệt là gói hỗ trợ gần 350.000 tỉ đồng để phục vụ mục đích phục hồi kinh tế hậu đại dịch COVID-19.

#### Lần hai (5 tháng 1 – 9 tháng 1 năm 2023)
Quốc hội đã xem xét, thông qua 1 Luật, 3 Nghị quyết và xem xét, quyết định công tác nhân sự thuộc thẩm quyền.
Về nhân sự: miễn nhiệm 2 Phó thủ tướng là ông Phạm Bình Minh và Vũ Đức Đam, bổ nhiệm Trần Hồng Hà và Trần Lưu Quang thay thế.

#### Lần ba (18 tháng 1 năm 2023)
Ngày 18 tháng 1 năm 2023, kỳ họp bất thường lần 3 bàn về nhân sự và bỏ phiếu miễn nhiệm sau khi ông Nguyễn Xuân Phúc nộp đơn từ chức Chủ tịch nước. Sau khi ông Nguyễn Xuân Phúc phát biểu Quốc hội đã miễn nhiệm chức Chủ tịch nước đối với ông. Với kết quả 465/482 Đại biểu Quốc hội bỏ phiếu đồng ý miễn nhiệm Chủ tịch nước Nguyễn Xuân Phúc, Phó chủ tịch nước Võ Thị Ánh Xuân được trao quyền Chủ tịch nước.

#### Lần bốn (2 tháng 3 năm 2023)
Ngày 2 tháng 3 năm 2023, kỳ họp bất thường lần 4 bàn về nhân sự: bầu ông Võ Văn Thưởng làm Chủ tịch nước với kết quả 487/488 đại biểu Quốc hội tán thành (chiếm 98,38%).

### Từ chức
Ngày 22 tháng 4 năm 2024, ông Phạm Thái Hà là trợ lý của ông Huệ bị bắt do nhận hối lộ trong vụ sai phạm tại Tập đoàn Thuận An. Điều này đã dẫn đến nhiều đồn đoán ở nhiều người trong việc ông Vương Đình Huệ sẽ phải từ chức Chủ tịch Quốc hội do phải "chịu trách nhiệm của người đứng đầu".
Ngày 26 tháng 4 năm 2024, tại Trụ sở Trung ương Đảng, Ban Chấp hành Trung ương Đảng khoá XIII đã họp xem xét, cho ý kiến về việc cho thôi giữ các chức vụ, nghỉ công tác đối với ông Vương Đình Huệ.
Ban Chấp hành Trung ương đánh giá ông Vương Đình Huệ là cán bộ lãnh đạo chủ chốt của Đảng và Nhà nước, được đào tạo cơ bản, trưởng thành từ cơ sở; được phân công giữ nhiều chức vụ lãnh đạo quan trọng của Đảng và Nhà nước.
Tuy nhiên, theo báo cáo của Uỷ ban Kiểm tra Trung ương và các cơ quan chức năng, ông Vương Đình Huệ đã vi phạm Quy định về những điều đảng viên không được làm, Quy định về trách nhiệm nêu gương của cán bộ, đảng viên, trước hết là Uỷ viên Bộ Chính trị, Uỷ viên Ban Bí thư, Uỷ viên Ban Chấp hành Trung ương Đảng và chịu trách nhiệm người đứng đầu theo các quy định của Đảng và pháp luật của Nhà nước. Những vi phạm, khuyết điểm của ông Vương Đình Huệ đã gây dư luận xấu, làm ảnh hưởng đến uy tín của Đảng, Nhà nước và cá nhân ông.
Nhận thức rõ trách nhiệm trước Đảng, Nhà nước và Nhân dân, ông Vương Đình Huệ đã có đơn xin thôi giữ các chức vụ được phân công và nghỉ công tác.
Căn cứ quy định hiện hành của Đảng, Nhà nước và xem xét nguyện vọng của ông Vương Đình Huệ, Ban Chấp hành Trung ương Đảng đồng ý để ông Huệ thôi giữ các chức vụ: Uỷ viên Bộ Chính trị, Uỷ viên Ban Chấp hành Trung ương Đảng khoá XIII, Chủ tịch Quốc hội Cộng hòa xã hội chủ nghĩa Việt Nam, Chủ tịch Hội đồng bầu cử quốc gia nhiệm kỳ 2021 - 2026.
Ngày 2 tháng 5 năm 2024, Quốc hội khóa XV họp bất thường lần thứ 7 để miễn nhiệm chức Chủ tịch Quốc hội của ông Huệ.
Ông Vương Đình Huệ từ chức khi trợ lý của ông bị bắt trong vụ án tham nhũng và chỉ hơn một tháng sau khi Chủ tịch nước Võ Văn Thưởng từ chức vì hàng loạt quan chức ở tỉnh Quảng Ngãi dưới thời ông dính phải vụ án tham nhũng tại Phúc Sơn.

## Quan hệ quốc tế

### Công du Châu Âu
Đây là chuyến thăm đầu tiên của lãnh đạo chủ chốt Việt Nam sang châu Âu từ sau Đại hội Đảng XIII tới nay và sau 2 năm gián đoạn do đại dịch Covid-19. Ông sẽ dự Hội nghị các chủ tịch Quốc hội thế giới lần thứ 5 (WCSP5) tại Cộng hòa Áo, thăm làm việc với Nghị viện châu Âu, Vương quốc Bỉ và thăm chính thức Cộng hòa Phần Lan từ ngày 5 tới 11-9.

#### Tăng cường quan hệ với EU

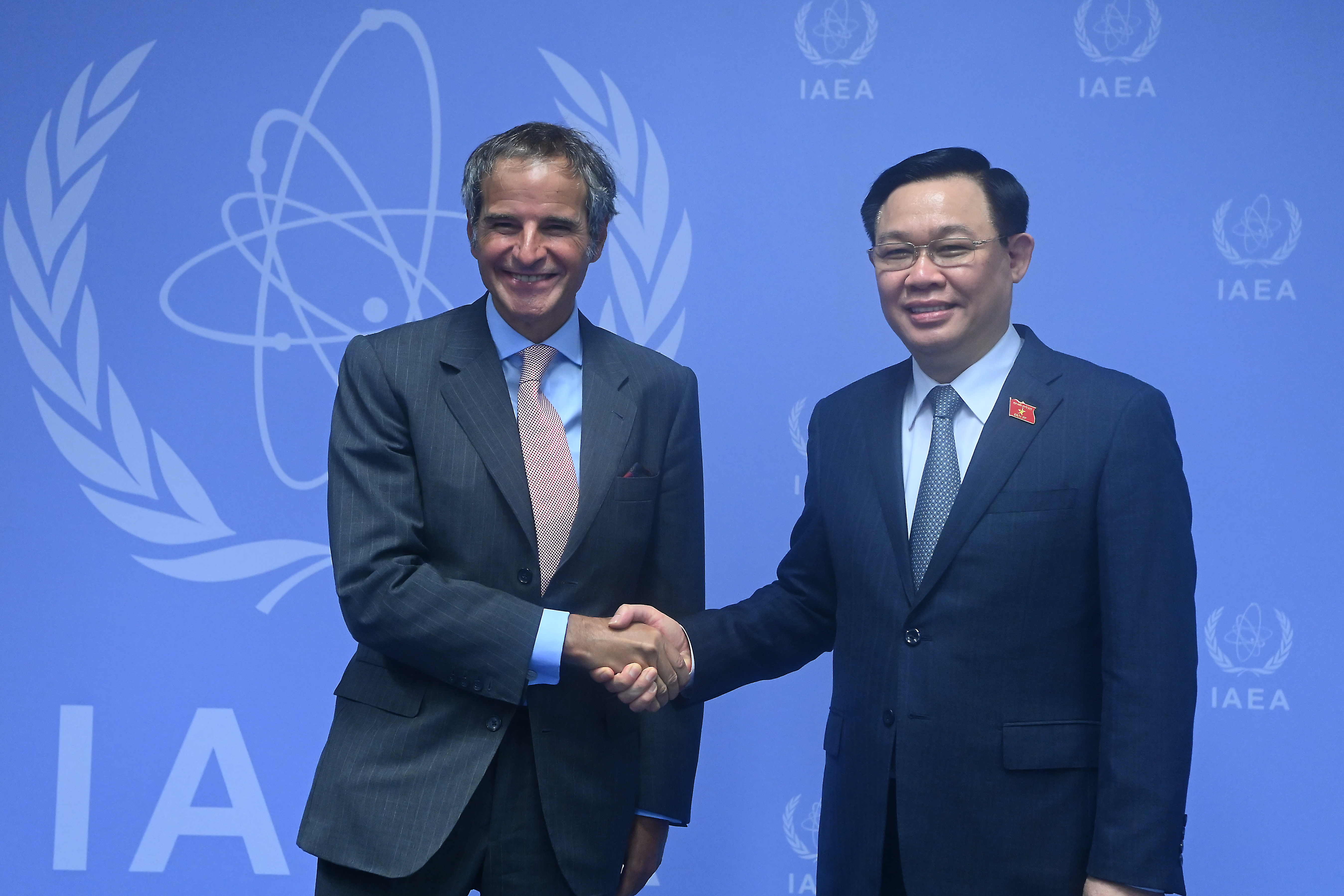
Tổng giám đốc IAEA Rafael Mariano Grossi bắt tay với ông Vương Đình Huệ

Mục đích chuyến thăm lần này là thúc đẩy hợp tác với Liên minh châu Âu (EU) và các quốc gia thành viên.
Ông hội kiến Chủ tịch Hội đồng châu Âu Charles Michel tại Brussels (Bỉ) ngày 8-9, ông Vương Đình Huệ nhấn mạnh EU là một trong những đối tác hàng đầu của Việt Nam về thương mại, đầu tư. Sau hơn một năm đi vào hiệu lực, Hiệp định thương mại tự do EU – Việt Nam (EVFTA) đã cho thấy lợi ích kinh tế to lớn cho hai phía, khi thương mại tăng 18% bất chấp khó khăn từ đại dịch COVID-19.

#### Dự hội nghị WCSP5 tại Áo
Chủ đề hội nghị lần này là:"Để đạt được phát triển bền vững đòi hỏi tập trung hơn vào những lĩnh vực nào, hạnh phúc ấm no cho người dân, bảo vệ môi trường hay ưu tiên phát triển kinh tế".
Tại đây, ông chia sẻ quan điểm cho rằng phát triển bền vững cần chú trọng vào việc chăm lo sức khỏe con người và bảo vệ môi trường hơn là chỉ tập trung cho tăng trưởng kinh tế bằng mọi giá. Theo ông, thực tế rút ra rất nhiều bài học đắt giá về ô nhiễm môi trường, thiên tai, biến đổi khí hậu, dịch bệnh và đại dịch Covid-19 chính là một lời cảnh tỉnh sâu sắc về việc phải quan tâm đến môi trường sống và sức khỏe con người, đầu tư hơn nữa cho hệ thống y tế cộng đồng, luôn sẵn sàng để đối phó với các dịch bệnh khó lường trong tương lai.
Tại hội nghị này ông đã gặp Phó chủ tịch Quốc hội Chính quyền Nhân dân Cuba Ana Maria Mari Machacdo, Chủ tịch Thượng viện Nhật Bản Santo Akiko, Chủ tịch Hạ viện Indonesia Puan Maharani.

#### Thúc đẩy EU phê chuẩn EVIPA

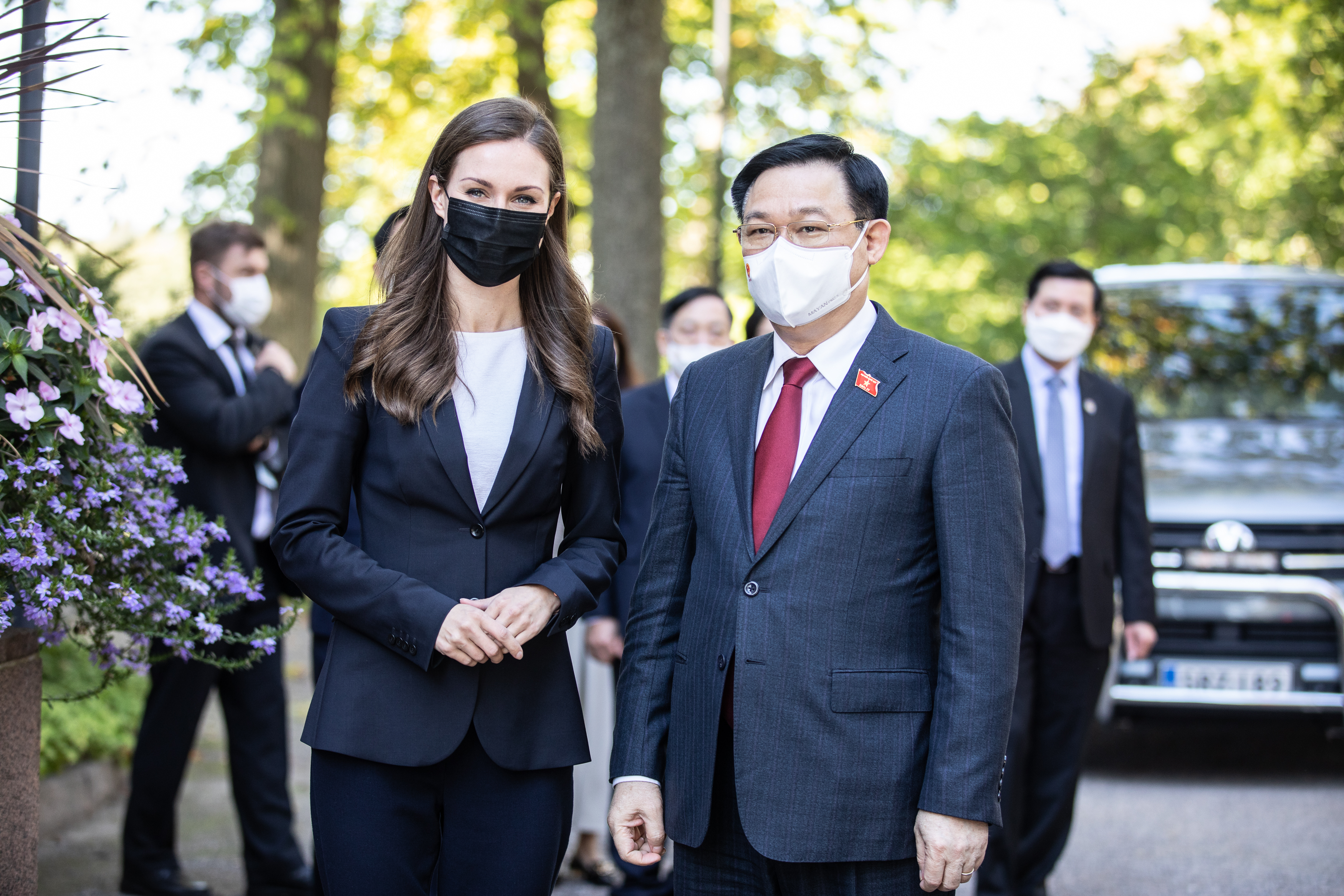
Vương Đình Huệ gặp Thủ tướng Phần Lan Sanna Marin

Tại Tọa đàm doanh nghiệp Việt Nam – Phần Lan ngày 11-9, ông Vương Đình Huệ cho biết Việt Nam coi trọng phát triển nền kinh tế xanh, kinh tế tuần hoàn, tăng cường tái chế, tái sử dụng, sử dụng các công nghệ ít carbon, cắt giảm khí nhà kính và đẩy mạnh khởi nghiệp, đổi mới sáng tạo, bảo đảm an sinh xã hội, phúc lợi xã hội cho người dân..., đây là những lĩnh vực hợp tác rất tiềm năng mà doanh nghiệp Phần Lan có thể đẩy mạnh đầu tư vào Việt Nam.
Đặc biệt, 17 hiệp định thương mại tự do song phương và đa phương mà Việt Nam đã ký kết, sẽ tạo cơ hội và thu hút các nhà đầu tư từ nhiều quốc gia. Do đó, ông mong muốn nghị viện các nước thành viên EU sớm phê chuẩn EVIPA để bảo vệ quyền và lợi ích của các nhà đầu tư Việt Nam và EU.

## Tác phẩm
Ông là tác giả của một số sách giáo trình về kiểm toán ở Việt Nam:
- Giáo trình kiểm toán, Vương Đình Huệ. Nhà xuất bản Tài chính, Hà Nội, 2004.[61]
- Thực hành kế toán trên máy vi tính, Vương Đình Huệ. Nhà xuất bản Tài chính, Hà Nội, 1999.
- Kế toán doanh nghiệp sản xuất, Vương Đình Huệ, Nguyễn Đình Đỗ. Nhà xuất bản Tài chính, Hà Nội, 1997.
- Kế toán quản trị, Vương Đình Huệ, Đoàn Xuân Tiên. Nhà xuất bản Tài chính, Hà Nội, 1999
- Kế toán quản trị doanh nghiệp, Đặng Văn Thanh, Ngô Thế Chi, Nguyễn Đình Đỗ, Đoàn Xuân Tiến, Vũ Công Ty. Nhà xuất bản Tài chính, Hà Nội, 1998.

## Kỷ luật
Ngày 20 tháng 11 năm 2024, sau khi xem xét đề nghị của Ủy ban Kiểm tra Trung ương, Bộ Chính trị, Ban Bí thư nhận thấy: Ông Vương Đình Huệ, trong thời gian giữ cương vị Ủy viên Bộ Chính trị, Bí thư Đảng đoàn, Chủ tịch Quốc hội đã vi phạm quy định của Đảng, Nhà nước trong thực hiện chức trách, nhiệm vụ được giao, trong phòng, chống tham nhũng, tiêu cực; vi phạm quy định những điều đảng viên không được làm và trách nhiệm nêu gương; gây hậu quả nghiêm trọng, dư luận xấu, ảnh hưởng đến uy tín của Đảng và Nhà nước. Căn cứ nội dung, tính chất, mức độ, hậu quả, nguyên nhân vi phạm, Bộ Chính trị quyết định thi hành kỷ luật bằng hình thức cảnh cáo đối với ông. Ông là vị Chủ tịch Quốc hội đầu tiên của nhà nước Việt Nam bị thi hành kỷ luật.
Trong khuôn khổ Hội nghị Trung ương 12, Ban Chấp hành Trung ương Đảng khóa XIII đã quyết định thi hành kỷ luật đối với ông Vương Đình Huệ bằng hình thức cách tất cả các chức vụ trong Đảng. Quyết định được đưa ra trên cơ sở xem xét kết luận của các cơ quan chức năng về những vi phạm, khuyết điểm của ông trong quá trình công tác, đặc biệt liên quan đến công tác cán bộ và quản lý tài chính, gây ảnh hưởng tiêu cực đến uy tín của Đảng và Nhà nước.

## Gia đình
Vợ ông Huệ là bà Nguyễn Vân Chi, sinh năm 1966, quê Nam Đàn (Nghệ An), tốt nghiệp Đại học Kinh tế Praha – Cộng hòa Czech, chuyên ngành Kinh tế ngoại thương, hiện là ủy viên thường trực Ủy ban Tài chính Ngân sách của Quốc hội Việt Nam khoá XIV nhiệm kì 2016-2021, Đại biểu Quốc hội Việt Nam khóa 14 tỉnh Nghệ An, nguyên Vụ trưởng Vụ Chính sách thuế, Tổng cục Thuế, Bộ Tài chính.
Ông Huệ hiện cư trú tại số 72 phố Phan Đình Phùng, phường Quán Thánh, quận Ba Đình, thành phố Hà Nội.
Hiện tại chỉ có thông tin ông Huệ và bà Chi có một người con trai tên là Vương Hoàng Phương, hiện là phó trưởng phòng Thư ký - Tổng hợp của Văn phòng Bộ Công Thương và người con gái sinh năm 2000 tên là Vương Hà My.

## Vinh danh

### Trong nước
- 2 Huân chương Lao động hạng Nhất (năm 2009, 2015)[2]
- Huân chương Lao động hạng Nhì (2005)[2]
- Huân chương Lao động hạng Ba (năm 2001)[2]
- Huy chương vì sự nghiệp Kinh tế của Đảng (năm 2004)
- Huy chương vì sự nghiệp Tài chính Huy chương vì sự nghiệp Công đoàn (năm 1998)[2]
- Huy chương vì thế hệ trẻ (năm 2001)[2]
- Huy chương vì sự nghiệp các Hội khoa học và kỹ thuật (năm 2003)[2]
- Nhà giáo ưu tú (năm 1988)[2]
- Huy hiệu 30 năm tuổi Đảng (năm 2014)[2]
- Kỷ niệm chương vì sự nghiệp Kiểm toán nhà nước (năm 2004) Kỷ niệm chương vì sự nghiệp giáo dục (năm 1996)[2]
- Kỷ niệm chương "Bảo vệ An ninh Tổ quốc" (năm 2009)[2]
- Kỷ niệm chương vì sự nghiệp phát thanh Việt Nam (năm 2009)[2]
- Kỷ niệm chương vì sự nghiệp Dân vận (năm 2009)[2]
- Kỷ niệm chương vì sự nghiệp công tác xây dựng Đảng (năm 2007)[2]
- Kỷ niệm chương 65 năm chiến thắng phát-xít (Đại sứ Quán Liên Bang Nga tại Việt Nam tặng) Và nhiều huy chương, kỷ niệm chương, bằng khen các cấp khác.[2]

### Nước ngoài
- Huân chương Isala (Độc lập) hạng 2 Cộng hòa Dân chủ Nhân dân Lào (năm 2013).[2]
- Huân chương Isala (độc lập) hạng nhất Cộng hòa dân chủ nhân dân Lào (năm 2017).[2]
- Huân chương Carlos Manuel De Cespedes của Cộng hòa Cuba (2023)[67]
- Danh hiệu Hội viên danh dự do ACCA (Hiệp hội Kế toán công chứng Anh) trao tặng năm 2011[68]
- Huân chương Vàng quốc gia của Nhà nưóc Cộng hòa dân chủ nhân dân Lào (7/2022).[69]